# 璧山文廟大成殿
璧山文廟大成殿位於重慶市璧山縣城關鎮，文物遺址年代為清，1987年1月23日列為重慶市第二批市級文物保護單位初定名單。1992年3月19日列為重慶市第二批市級文物保護單位。2000年9月7日列為第一批重慶市文物保護單位。